# الصرخة (فلم 1985)
الصرخة هو فيلمٌ لبنانيٌ أُنتج عام 1985. وهو أول فيلم يخرجه الممثل فؤاد شرف الدين، ولم يخرج بعده سوى فيلم إيفانوفا عام 2000.

## قصة الفيلم
يصور الفيلم الصراع الدموي خلال الحرب الأهلية اللبنانية، والذي يذهب ضحيته مواطن برئ.

## وصلات خارجية
- مقالات تستعمل روابط فنية بلا صلة مع ويكي بيانات